# بي. جي. ولفسون
بي. جي. ولفسون (بالإنجليزية: P. J. Wolfson)‏ (22 مايو 1903، نيويورك في الولايات المتحدة - 16 أبريل 1979، وودلاند هيلز، كاليفورنيا في الولايات المتحدة)؛ كاتب سيناريو، منتج أفلام، كاتب وروائي أمريكي.

## روابط خارجية
- بي. جي. ولفسون على موقع IMDb (الإنجليزية)
- بي. جي. ولفسون على موقع قاعدة بيانات الفيلم (الإنجليزية)